# Baryscapus moldovicus
Baryscapus moldovicus är en stekelart som beskrevs av Kostjukov och Tuzlikova 2002. Baryscapus moldovicus ingår i släktet Baryscapus och familjen finglanssteklar.
Artens utbredningsområde är Moldavien. Inga underarter finns listade.